# Artsiz
Artsiz (en ucraniano: Арциз, romanizado: Artsyz) es una ciudad ucraniana perteneciente al óblast de Odesa. Situada en el suroeste del país, es parte del raión de Bolgrado y del municipio (hromada) homónimo.

## Toponimia
El nombre del asentamiento en otros idiomas de importancia en la ciudad también es Artsiz (en ruso: Арциз; en búlgaro: Арциз; en rumano: Arșița/Arciz; en alemán: Artzis/Arzis).

## Geografía
Artsiz está en la confluencia del río Chaja con el río Koginik, a unos 113 kilómetros al suroeste de Odesa. 

## Historia
El lugar se encontraba en el territorio del principado de Moldavia, que fue un estado vasallo del Imperio otomano. Con el tratado de Bucarest de 1812, junto al resto de Budyak, al Imperio ruso. En un manifiesto de 1813, el zar Alejandro I convocó a los colonos alemanes a colonizar las estepas recién conquistadas en la gobernación de Nueva Rusia.
Artsiz fue fundada en 1816, inicialmente con el nombre de Johanneshort, y habitada por familias de luteranos alemanes originarios de Wurtemberg, conocidos desde entonces como alemanes de Besarabia. Estos inmigrantes eran en su mayoría de Posnania y fundaron doce aldeas, algunas de las cuales llevaban los nombres en francés, recordando las batallas en las que los alemanes y los rusos habían luchado codo con codo contra los ejércitos de Napoleón: Brienne, Fère-Champenoise, Arcis-sur-Aube, etc. Artsiz recibió el nombre en recuerdo de la batalla de Arcis-sur-Aube del 20 y 21 de marzo de 1814. La actividad principal de los colonos alemanes era la agricultura y producían trigo, maíz, cebada; criaban ganado vacuno, ovejas y caballos. Particular importancia tenía la viticultura. A finales del siglo XIX Artsiz atrajo a muchos inmigrantes procedentes de Bielorrusia, el norte de Ucrania, el oriente de Polonia, Moldavia y Rumania. 
A principios del siglo XX se inició el desarrollo de la industria en la ciudad. En 1916 se construyeron una estación de tren, un estacionamiento de locomotoras y talleres.
Desde 1918, tras la Primera Guerra Mundial, Artsiz y toda Besarabia fueron gobernadas por el reino de Rumania hasta junio de 1940. En 1940 fue tomada por soviéticos como parte de las cláusulas del pacto Ribbentrop-Mólotov. En virtud a este pacto, los alemanes locales fueron trasladados de forma voluntaria a la Alemania nazi (alrededor de 2.300 personas), siguiendo la política Heim ins Reich. 
Durante la Segunda Guerra Mundial, el régimen de Antonescu de Rumania, que ocupó el Budyak, utilizó Artsiz, deshabitado y parte en ruinas, para confinar allí judíos, gitanos y antifascistas; muchos murieron de frío y disentería. 
Luego de la Segunda Guerra Mundial, y de haber quedado deshabitada, empezó a ser repoblada por rusos y ucranianos en el curso de los años 1945 a 1960. Artsiz se convirtió en un centro de raión y una gran ciudad agrícola, donde las producciones de Budyak se empaquetan y se envían por ferrocarril a Reni, Izmaíl y Odesa.
Artsiz fue parte del raión de Artsiz hasta 2020, año en el que se hizo una reforma administrativa que redujo el número de raiónes del óblast de Odesa a siete, y la ciudad pasó a ser parte del raión de Bolgrado. Artsiz fue bombardeado el 3 de mayo de 2022 por las fuerzas rusas durante la invasión rusa de Ucrania.

## Demografía
La evolución de la población de Artsiz entre 1886 y 2022 fue la siguiente:
| 1962                                                          | 1785 | 2122 | 2302 | 11 344 | 14 115 | 16 853 | 20 240 | 16 370 | 15 805 | 15 229 | 1774 | 14 355 |
| (Fuente: Cities & Towns of Ukraine y UKRAINE: Größere Städte) |      |      |      |        |        |        |        |        |        |        |      |        |

Según el censo de 2001, la lengua materna de la mayoría de los habitantes, el 66,5%, es el ruso; del 22,57%, el ucraniano; del 7,9% es el búlgaro; el rumano del 1,48%; y del gagaúzo, 0,41%.

## Infraestructura

### Transporte
La carretera territorial T-16-27 atraviesa la ciudad y además, tiene una estación de trenes que está en la línea Izmaíl-Odesa.